# 圣尼古拉德拉艾
圣尼古拉德拉艾（法語：Saint-Nicolas-de-la-Haie，法語發音：[sɛ̃ nikɔla də la ɛ]）是法国滨海塞纳省的一个市镇，属于鲁昂区。

## 地理
圣尼古拉德拉艾（49°33'22"N, 0°37'22"E）面积3.15 平方千米，位于法国诺曼底大区滨海塞纳省，该省份为法国北部沿海省份，其西部及北部濒大西洋英吉利海峡，东起顺时针与索姆省、瓦兹省、厄尔省和卡爾瓦多斯省接壤。
与圣尼古拉德拉艾接壤的市镇（或旧市镇、城区）包括：格朗康、圣阿尔努、圣欧班德克雷托、圣吉勒德克雷托、特鲁维尔。

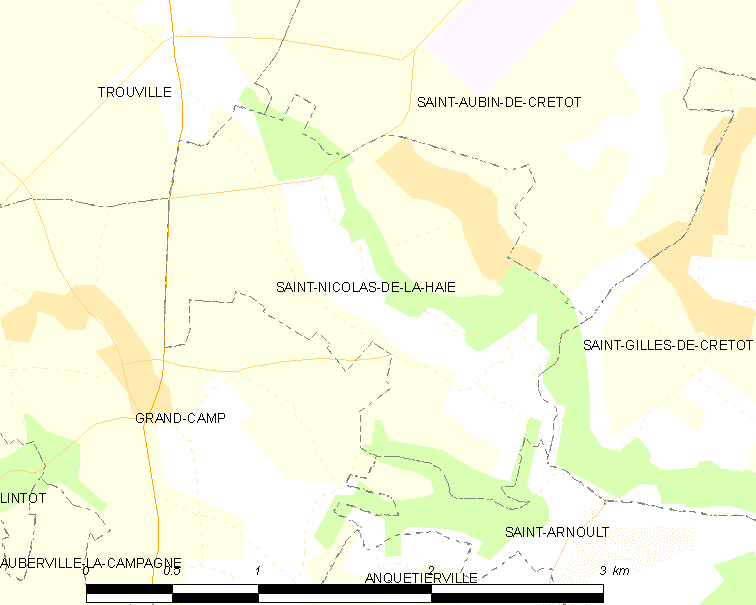
圣尼古拉德拉艾的OSM定位图

圣尼古拉德拉艾的时区为UTC+01:00、UTC+02:00（夏令时）。

## 行政
圣尼古拉德拉艾的邮政编码为76490，INSEE市镇编码为76626。

## 政治
圣尼古拉德拉艾所属的省级选区为塞纳河畔热罗姆港县。

## 人口

1962-2008年间圣尼古拉德拉艾人口变化图示

圣尼古拉德拉艾于2022年1月1日时的人口数量为408人。